# Brixia Tour 2001
Il Brixia Tour 2001, prima edizione della corsa, si svolse in tre tappe dal 27 al 29 luglio 2001, per un percorso totale di 518,7 km. Ad imporsi fu l'australiano Cadel Evans, che terminò la gara in 13h14'33".

## Tappe
| Tappa  | Data      | Percorso                      | km    | Vincitore di tappa | Leader cl. generale |
| ------ | --------- | ----------------------------- | ----- | ------------------ | ------------------- |
| 1ª     | 26 luglio | Darfo Boario Terme > Concesio | 167,8 | Paolo Bossoni      | Paolo Bossoni       |
| 2ª     | 27 luglio | Montichiari > Lumezzane       | 170   | Davide Rebellin    | Cadel Evans         |
| 3ª     | 28 luglio | Rovato > Brescia              | 180,9 | Gianluca Bortolami | Cadel Evans         |
| Totale | Totale    | Totale                        | 518,7 |                    |                     |

## Dettagli delle tappe

### 1ª tappa
- 26 luglio: Darfo Boario Terme > Concesio – 167,8 km

Risultati
| Pos. | Corridore      | Squadra       | Tempo    |
| ---- | -------------- | ------------- | -------- |
| 1    | Paolo Bossoni  | Tacconi Sport | 4h22'34" |
| 2    | Marco Gili     | Saeco         | s.t.     |
| 3    | Volodymyr Duma | Cer. Panaria  | s.t.     |

| Pos. | Corridore      | Squadra       | Tempo    |
| ---- | -------------- | ------------- | -------- |
| 1    | Paolo Bossoni  | Tacconi Sport | 4h22'34" |
| 2    | Marco Gili     | Saeco         | s.t.     |
| 3    | Volodymyr Duma | Cer. Panaria  | s.t.     |

### 2ª tappa
- 27 luglio: Montichiari > Lumezzane – 170 km

Risultati
| Pos. | Corridore       | Squadra  | Tempo    |
| ---- | --------------- | -------- | -------- |
| 1    | Davide Rebellin | Liquigas | 4h36'22" |
| 2    | Cadel Evans     | Saeco    | s.t.     |
| 3    | Ivan Gotti      | Alessio  | a 46"    |

| Pos. | Corridore        | Squadra                             | Tempo    |
| ---- | ---------------- | ----------------------------------- | -------- |
| 1    | Cadel Evans      | Saeco                               | 8h58'56" |
| 2    | Milan Kadlec     | Mobilvetta Design-Formaggi Trentini | a 49"    |
| 3    | Raffaele Ferrara | Alessio                             | a 1'00"  |

### 3ª tappa
- 28 luglio: Rovato > Brescia – 180,9 km

Risultati
| Pos. | Corridore          | Squadra       | Tempo    |
| ---- | ------------------ | ------------- | -------- |
| 1    | Gianluca Bortolami | Tacconi Sport | 4h15'51" |
| 2    | Giuseppe Palumbo   | De Nardi      | a 3"     |
| 3    | Mauro Radaelli     | Tacconi Sport | a 6"     |

## Classifiche finali

### Classifica generale - Maglia azzurra
| Pos. | Corridore        | Squadra                             | Tempo     |
| ---- | ---------------- | ----------------------------------- | --------- |
| 1    | Cadel Evans      | Saeco                               | 13h14'33" |
| 2    | Milan Kadlec     | Mobilvetta Design-Formaggi Trentini | a 49"     |
| 3    | Raffaele Ferrara | Alessio                             | a 1'00"   |
| 4    | Gianni Faresin   | Selle Italia                        | a 1'04"   |
| 5    | Gianluca Tonetti | Selle Italia                        | a 1'15"   |
| 6    | Ivajlo Gabrovski | DeFeet                              | a 1'34"   |
| 7    | Fausto Dotti     | Liquigas                            | a 1'35"   |
| 8    | Seweryn Kohut    | Amore & Vita                        | a 1'45"   |
| 9    | Martin Derganc   | KRKA                                | a 2'06"   |
| 10   | Paolo Valoti     | Alessio                             | a 2'19"   |